# Emilia Mikołajewska
Emilia Mikołajewska (ur. 17 stycznia 1974 w Płocku) – polska fizjoterapeutka, doktor nauk biologicznych w zakresie biologii medycznej o specjalności fizjoterapia, doktor habilitowany nauk o zdrowiu.

## Życiorys
Jest absolwentką Wydziału Fizjoterapii Medycznego Studium Zawodowego w Ciechocinku oraz studiów magisterskich na kierunku fizjoterapia na Akademii Wychowania Fizycznego w Poznaniu (2001, promotor prof. Gerard Straburzyński). W 2007 uzyskała stopień doktora na  Uniwersytecie Medycznym w Poznaniu (promotor prof. Wanda Stryła). W 2019 uzyskała stopień doktora habilitowanego na Wydziale Nauk o Zdrowiu Collegium Medicum im. Ludwika Rydygiera w Bydgoszczy Uniwersytetu Mikołaja Kopernika w Toruniu. W 2019 została zatrudniona na stanowisku profesora. W 2009 uzyskała tytuł zawodowy specjalisty fizjoterapii. Jest absolwentką studiów podyplomowych „Menedżer projektu badawczo-rozwojowego” (Wyższa Szkoła Bankowa w Toruniu, 2015) oraz „Zarządzanie w ochronie zdrowia” (Akademia Humanistyczno-Ekonomiczna w Łodzi, 2018). Ponadto uzyskała wykształcenie z zakresu kosmetyki z wizażem (2017) oraz ortoptyki - rehabilitacji wzroku (2019). 
Zawodowo i naukowo w latach 2003–2015 związana była z Kliniką Paraplegii Pourazowej i Kliniką Rehabilitacji 10 Wojskowego Szpitala Klinicznego z Polikliniką SPZOZ w Bydgoszczy (dwie nagrody Komendanta za wybitne osiągnięcia naukowe, członek Rady Naukowej Szpitala), a od 2014 z Katedrą Fizjoterapii Collegium Medicum im. L. Rydygiera w Bydgoszczy Uniwersytetu Mikołaja Kopernika w Toruniu (kierownik: prof. dr hab. Aleksander Goch) oraz Laboratorium Neurokognitywnym w Interdyscyplinarnym Centrum Nowoczesnych Technologii Uniwersytetu Mikołaja Kopernika w Toruniu (kierownik: prof. dr hab. Włodzisław Duch), a także międzynarodową grupą badawczą InteRDoCTor. Jest członkiem Polskiego Towarzystwa Fizjoterapii.

## Kierunki badań naukowych
- Terapia eklektyczna/mieszana w fizjoterapii neurologicznej i neurorehabilitacji.
- Rehabilitacja neurologiczna pacjentów dorosłych, w tym poudarowa.
- Rehabilitacja neurologiczna dzieci.
- Współpraca w ramach terapeutycznego zespołu wielodyscyplinarnego.
- Medycyna Oparta na Faktach (EBM) w fizjoterapii i rehabilitacji.
- Zaopatrzenie ortopedyczne i rehabilitacyjne w neurorehabilitacji.
- Inżynieria biomedyczna i inżynieria rehabilitacyjna.
- Nowoczesne technologie wykorzystywane do poprawy jakości życia osób niepełnosprawnych: robotyka rehabilitacyjna, telemedycyna i telerehabilitacja, informatyka medyczna, systemy zintegrowane i inteligentne[9][10].

## Wybrane publikacje książkowe
- Technologie sztucznej inteligencji w praktyce klinicysty i naukowca w fizjoterapii i rehabilitacji. Wydawnictwo Naukowe UMK, Toruń 2024. ISBN:978-83-231-5408-2,                                                                eISBN:978-83-231-5409-9
- Terapia neurorozwojowa dzieci. Podejście medyczne i biocybernetyczne. FEM, Bydgoszcz 2021. ISBN 978-83-957773-0-1 – współautor D. Mikołajewski
- Kinesiotaping w medycynie estetycznej i kosmetologii. FEM, Bydgoszcz 2020. ISBN 978-83-945840-8-5 – współautor D. Mikołajewski
- Kinesiotaping w podologii. FEM, Bydgoszcz 2020. ISBN 978-83-945840-7-8 – współautor D. Mikołajewski
- Terapia ręki. Podstawy diagnozy i terapii. M2Concept. FEM, Bydgoszcz 2020. ISBN 978-83-945840-4-7 – współautor D. Mikołajewski
- Terapia ręki. Samoobsługa. M2Concept. FEM, Bydgoszcz 2020. ISBN 978-83-945840-5-4 – współautor D. Mikołajewski
- Terapia ręki. Grafomotoryka. M2Concept. FEM, Bydgoszcz 2020. ISBN 978-83-945840-9-2 – współautor D. Mikołajewski
- Odruchy pierwotne Wpływ na gałki oczne terapię ortoptyczną i grafomotorykę. M2Concept. FEM, Bydgoszcz 2020. 978-83-945840-6-1 – współautor D. Mikołajewski
- Terapia ręki - warsztat. Biomechaniczna analiza zabaw. FEM, Bydgoszcz 2017. ISBN 978-83-945840-3-0
- Nowe markery chodu w klinicznej analizie chodu w grupie pacjentów po udarze mózgu usprawnianych metodą NDT-Bobath. Uniwersytet Mikołaja Kopernika w Toruniu Collegium Medicum w Bydgoszczy, Bydgoszcz 2017. ISBN 978-83-946672-3-8
- Odruchy pierwotne. Terapia w podejściu medycznym. FEM, Bydgoszcz 2016. ISBN 978-83-9458-401-6
- Wózki dla osób z niepełnosprawnością ruchową. FEM, Bydgoszcz 2016. ISBN 978-83-9458-400-9
- Terapia ręki. Diagnoza i terapia. Soyer, Warszawa 2016. ISBN 978-83-9398-795-5
- Kinesiotaping w sporcie. Wydawnictwo Naukowe PWN, Warszawa 2016. ISBN 978-83-0118-720-0
- Metodyka zabiegów fizykalnych. WNT, Warszawa 2014. ISBN 978-83-7926-176-5
- Kinesiotaping w pediatrii. WNT, Warszawa 2014. ISBN 978-83-7926-169-7
- Wózki dla osób niepełnosprawnych. Budowa, akcesoria, dobór i użytkowanie. Margrafsen, Bydgoszcz 2012. ISBN 978-83-6097-683-8
- Metoda NDT-Bobath w neurorehabilitacji osób dorosłych. Wydawnictwo Lekarskie PZWL, Warszawa 2011. ISBN 978-83-2004-563-5
- Neurorehabilitacja XXI wieku. Techniki teleinformatyczne. Impuls, Kraków 2011. ISBN 978-83-7587-333-7 – współautor D. Mikołajewski
- Elementy fizjoterapii. Fizykoterapia dla praktyków. Wydawnictwo Lekarskie PZWL, Warszawa 2011. ISBN 978-83-2004-302-0
- Kinesiotaping. Rozwiązania wybranych problemów funkcjonalnych. Wydawnictwo Lekarskie PZWL, Warszawa 2011. ISBN 978-83-2004-266-5
- Fizjoterapia po mastektomii. Leczenie, ćwiczenia, zaopatrzenie protetyczne. Wydawnictwo Lekarskie PZWL, Warszawa 2010. ISBN 978-83-2004-216-0
- Neurorehabilitacja. Zaopatrzenie ortopedyczne. Wydawnictwo Lekarskie PZWL, Warszawa 2009. ISBN 978-83-2004-027-2
- Osoba ciężko chora lub niepełnosprawna w domu. Wydawnictwo Lekarskie PZWL, Warszawa 2008. ISBN 978-83-2003-808-8